# 哈丹·卡宾
哈丹·卡宾（羅馬化：Qadan Käbenuly；1969年3月—），哈萨克族，新疆巴里坤人，1992年8月参加工作，2000年10月加入中国共产党，2013年取得中国科学院管理学院管理科学与工程专业在职博士学位。曾任新疆维吾尔自治区经济和信息化委员会副主任，新疆维吾尔自治区环保厅厅长。2017年3月，任阿勒泰地区行署专员。
2021年4月，任伊犁哈萨克自治州州长。同年10月，升任中共新疆维吾尔自治区党委常委、秘书长。